# Ung Film Framåt
Ung Film Framåt är en filmutbildning, ett så kallat växthusprojekt som anordnas varje år sedan 2003 av Film i Sörmland, Film i Västmanland, Film i Uppland och Film i Örebro län. Två ungdomar från vart och ett av dessa län får varje år möjlighet att delta i denna utbildning.
Utbildningen pågår i ett år och inkluderar utbildning inom olika filmiska områden ledda av professionella filmskapare samt en slutfilm under våren.

## Källhänvisningar
1. ↑  UngFilmFramåt 10 år på Uppsala kortfilmfestival Arkiverad 22 december 2018 hämtat från the Wayback Machine., Region Örebro län
2. ↑  Film i Uppland på Kortfilmsfestivalen Arkiverad 22 december 2018 hämtat från the Wayback Machine., Region Uppsala